# Спиридонова, Елена Владимировна
Еле́на Влади́мировна Спиридо́нова (род. 22 февраля 1978, Москва) — российская телеведущая.

## Биография
Родилась 22 февраля 1978 года в Москве.
В 2002 году окончила Московский государственный юридический университет имени О. Е. Кутафина и получила должность юрисконсульта в топливной компании «Аэрофьюэлз Интернешенел».
В начале 2000-х годов работала ведущей информационной программы «Факт» на телеканале «Прометей АСТ».
В 2006 году окончила курсы в Государственном институте повышения квалификации работников теле- и радиовещания и начала работать на московском телеканале «Столица плюс», где прошла путь от ведущей новостей до диктора в вечерней еженедельной итоговой программе.
В 2008 году стала ведущей информационных программ на деловом информационно-аналитическом канале «Эксперт-ТВ», откуда в качестве экономического обозревателя пришла на РЕН ТВ в «Новости 24».
С 2013 по 2015 год вела общественно-политическую дискуссионную программу «Спиридонова. Обозреватель» на телеканале РБК-ТВ.
С 31 августа 2015 по 30 ноября 2022 года — телеведущая вечерних выпусков программы «Сегодня» на НТВ в паре с Игорем Полетаевым, в 2017—2018 годах — с Владимиром Кобяковым.
В 2017 году была номинирована на премию ТЭФИ.
С 26 сентября 2023 года ведет общественно-политическую дискуссионную программу «Что дальше?» на телеканале РБК-ТВ.